# سرنادها
| بررسی انتقادی  | بررسی انتقادی |
| منبع           | رتبه‌بندی      |
| -------------- | ------------- |
| آل‌میوزیک       | [ ۱ ]         |
| متال استورم    | [ ۲ ]         |
| راک هارد       | [ ۳ ]         |
| اسپاتنیک‌میوزیک | [ ۴ ]         |

سرنادها (به انگلیسی: Serenades) آلبوم آغازین گروه موسیقی آناتما است که در سال ۱۹۹۳ بواسطه پیس‌ویل رکوردز پخش شد. این آلبوم تنها آلبومی است که دارن وایت به عنوان خواننده در آلبوم حاضر است و آلبوم‌های بعدی وینسنت کاوانا خوانندگی می‌کند.

## فهرست ترانه‌ها
نویسنده متن تمامی آهنگ های این آلبوم دارن داز وایت است و آهنگساز تمامی آهنگ های این آلبوم دنیل کاوانا است .
| شماره | عنوان                          | معنی نام                 | زمان  |
| ----- | ------------------------------ | ------------------------ | ----- |
| ۱     | «Lovelorn Rhapsody»            | «راپسودی شیدا»           | ۶:۱۲  |
| ۲     | «Sweet Tears»                  | «اشک‌های دل‌انگیز»         | ۴:۰۶  |
| ۳     | «J'ai Fait une Promesse»       | «قولی دادم»              | ۲:۳۲  |
| ۴     | «They (Will Always) Die»       | «آن‌ها همیشه خواهند مُرد»  | ۷:۰۶  |
| ۵     | «Sleepless»                    | «بی‌خواب»                 | ۴:۰۷  |
| ۶     | «Sleep in Sanity»              | «خواب عقلانی»            | ۶:۴۶  |
| ۷     | «Scars of the Old Stream»      | «زخم‌های کُهَن رود»         | ۱:۰۶  |
| ۸     | «Under a Veil (Of Black Lace)» | «زیر حجاب توری سیاه»     | ۷:۲۲  |
| ۹     | «Where Shadows Dance»          | «جایی که سایه‌ها می‌رقصند» | ۱:۵۲  |
| ۱۰    | «Dreaming: The Romance»        | «رویاپردازی: عاشقانه»    | ۲۲:۳۰ |